# 宇都宮尚綱
宇都宮 尚綱（うつのみや ひさつな、永正9年（1512年） - 天文18年9月17日（1549年10月7日））は、戦国時代の下野国の大名。宇都宮氏20代当主。宇都宮興綱の子。結城政朝の娘を妻とした。初名は俊綱。

## 生涯
初め、僧となるために宇都宮氏ゆかりの慈心院（宇都宮二荒山神社の神宮寺）に入っていた。天文年間初めに宇都宮興綱が芳賀高経によって幽閉された後に還俗してその家督を継いだ。この頃になると宿老・壬生綱房の専横がさらに目立つようになる。天文8年（1539年）、結城氏・小山氏と結ぶ高経を壬生綱房とともに討ち、家中を掌握する。その後、尚綱は芳賀高照（高経の子）を追放して芳賀高定を送り込み、積極的な勢力拡大に乗り出したが、天文18年（1549年）9月20日、喜連川五月女坂の戦いにおいて、2千を率いて那須高資を攻めるが敗れて戦死した。那須軍の奇襲を受けて動揺する自軍を統制しようと前線に出たところを、那須氏の援軍に来ていた伊王野氏家臣・鮎ヶ瀬実光に射抜かれて絶命したという。享年38。
後継者の宇都宮広綱は5歳と幼く、壬生綱房に宇都宮城を奪われ、綱房や芳賀高照・塩谷義孝ら重臣団が宇都宮氏の実権を掌握する。広綱は芳賀高定に伴われ真岡城に逃亡し、宇都宮氏は一時宇都宮城を失った形となった。